# Andrenosoma albopilosum
Andrenosoma albopilosum är en tvåvingeart som beskrevs av Villeneuve 1911. Andrenosoma albopilosum ingår i släktet Andrenosoma och familjen rovflugor. Inga underarter finns listade i Catalogue of Life.